# Manfred Allig
Manfred Allig (* 24. Juli 1957) ist ein ehemaliger deutscher Fußballspieler. Nach seiner aktiven Laufbahn, während der er für den VfR Bürstadt und Viktoria Aschaffenburg in der Zweiten Bundesliga aufgelaufen war, war er als Trainer und Funktionär im Amateurbereich tätig.

## Sportlicher Werdegang
Allig spielte gemeinsam mit seinem jüngeren Bruder Dieter Allig beim seinerzeitigen Hessenligisten Viktoria Aschaffenburg. 1979 wechselte er vom Drittligisten zum VfR Bürstadt, der als Meister der hessischen Oberliga-Spielzeit 1978/79 in die 2. Bundesliga aufgestiegen war. Unter Trainer Fritz Fuchs debütierte er im Dezember 1979 beim 4:0-Erfolg über den SSV Ulm 1846 durch einen Dreierpack von Hans-Otto Jordan und den Treffer zum Endstand durch Guido Stetter in der zweithöchsten Spielklasse, als er kurz vor Schluss für Horst Schauß eingewechselt wurde. Bei seinem zweiten Ligaeinsatz Ende März bei der 0:3-Auswärtsniederlage bei den Stuttgarter Kickers stand er in der Startelf und hielt sich in der Folge in der Startformation. Insgesamt trug er in 13 Meisterschaftsspielen zum Klassenerhalt bei und etablierte sich in der Spielzeit 1980/81 über weite Strecken in der Stammelf, dabei lief er in 32 Saisonspielen auf und erzielte beim 2:1-Auswärtserfolg beim FC Augsburg seinen einzigen Zweitligatreffer. Aufgrund der Einführung der eingleisigen 2. Bundesliga reichte der 13. Tabellenplatz nicht zum Klassenerhalt. Zunächst lief er für den Klub weiters in der Hessenliga auf, ehe er zu Viktoria Aschaffenburg zurückkehrte. Mit dem Klub wurde er Meister der Oberliga-Spielzeit 1984/85, nach erfolgreichem Aufstieg kam er in der Spielzeit 1985/86 zu zehn weiteren Zweitligaspielen.
In den 1990er Jahren trainierte Allig zeitweise den SV Alemannia Haibach, der in der seinerzeit fünftklassigen Landesliga Bayern antrat. Nachdem der dortige Trainer Markus Schäfer – in den 1980er Jahren Mitspieler bei Viktoria Aschaffenburg – aufgrund seines im folgenden Sommer anstehenden Wechsels zur Viktoria im Frühjahr 2000 vorzeitig zurückgetreten war, kehrte er bis Saisonende interimistisch zurück. Ab Sommer arbeiteten die beiden wieder zusammen, da Allig als sportlicher Leiter sich ebenfalls Viktoria Aschaffenburg anschloss. Kurz nachdem er eine Kooperation zum Austausch von Spielern mit dem seinerzeitigen Zweitligisten SV Babelsberg 03 vereinbart hatte, trat er im März 2002 von seinem Amt zurück und wurde durch seinen vormaligen Mannschaftskameraden Nenad Šalov ersetzt. Später kehrte er zum SV Alemannia Haibach als sportlicher Leiter zurück. Im Januar 2006 übernahm er dort zudem bis Saisonende das Traineramt.
Im April 2007 kehrte Allig erneut zu Viktoria Aschaffenburg zurück, wo er nach der vorzeitigen Entlassung von Muhamed Preljević bis Ende der Spielzeit 2006/07 übergangsweise das Traineramt übernahm. Hinter der dominierenden Mannschaft des FSV Frankfurt, die nur eine Niederlage im gesamten Saisonverlauf hinnehmen musste, erreichte er mit 22 Punkten Rückstand die Vizemeisterschaft. Im Sommer übergab er den Trainerposten an Andreas Möller und rückte unterdessen an der Seite von Hans-Peter Knecht ins Management des Klubs. Im Dezember 2008 trat er aus beruflichen Gründen von seinem Amt zurück.
Allig betreibt beruflich in Aschaffenburg eine Versicherungsagentur sowie einen Tabak- und Schreibwarenladen.